# مسافة إقليدية

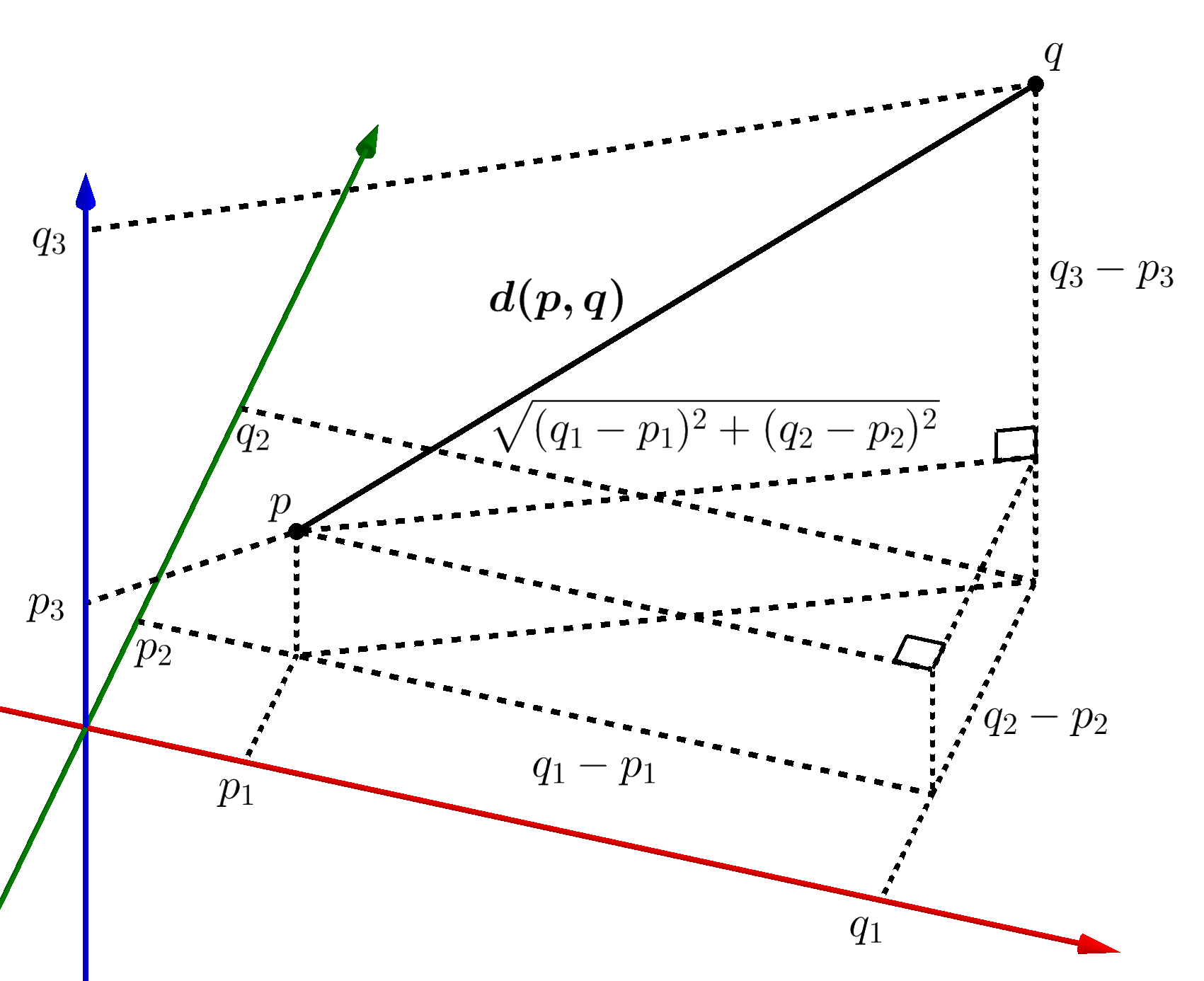
استخدام نظرية فيثاغورس لحساب المسافة الإقليدية ثنائية الأبعاد

في الرياضيات، المسافة الإقليدية هي المسافة العادية بين نقطتين التي يكون من الممكن قياسها باستخدام المسطرة والتي من الممكن برهانها باستخدام مبرهنة فيثاغورس.
باستخدام هذه المسافة فإن الفضاء الإقليدي يصبح فضاء متري (وربما فضاء هلبرت). يشار لهذه المسافة أيضاً باسم 'المسافة الفيثاغورسية.

## التعريف
تعطى المسافة الإقليدية بين النقطة
{\displaystyle P=(p_{1},p_{2},\dots ,p_{n})\,} والنقطة {\displaystyle Q=(q_{1},q_{2},\dots ,q_{n})\,} الموجودتان في الفضاء الإقليدي ذو n بعد على الشكل التالي:
{\displaystyle {\sqrt {(p_{1}-q_{1})^{2}+(p_{2}-q_{2})^{2}+\cdots +(p_{n}-q_{n})^{2}}}={\sqrt {\sum _{i=1}^{n}(p_{i}-q_{i})^{2}}}.}